# Bathypathes galatheae
Bathypathes galatheae är en korallart som beskrevs av Fedor Aleksandrovich Pasternak 1977. Bathypathes galatheae ingår i släktet Bathypathes och familjen Schizopathidae. Inga underarter finns listade i Catalogue of Life.